# 阿迪爾·泰奧爾
阿迪爾·泰奧爾(Adil Taoui，2001年8月10日—），是一名法國的職業足球運動員，司職前鋒，現效力於法甲球會圖盧茲。

## 職業生涯
2020年2月5日首次為圖盧茲亮相對戰斯特拉斯堡

## 外部連結
- Soccerway資料庫：阿迪爾·泰奧爾
- 法国足球协会上的 阿迪爾·泰奧爾 （法文） 存档于webarchive.org.
- Toulouse FC Profile （页面存档备份，存于）